# Максимилиан Антон Фугер-Кирхберг-Вайсенхорн
Максимилиан Антон Аегидиус Фугер-Кирхберг-Вайсенхорн (на немски: Maximilian Anton Aegidius Fugger Graf zu Kirchberg und Weissenhorn; * 16 септември 1682, Мюнхен; † 27 февруари 1717, Веленбург, Аугсбург-Бергхайм) е граф на Фугер-Вайсенхорн, господар на Веленбург, Васербург, Велден и Бибербах.

## Произход
Той е син на граф Антон Йозеф Фугер фон Бабенхаузен-Кирхберг-Вайсенхорн-Веленбург (1656 – 1694) и фрайин Мария Антония Франциска фон Нойхауз († 1701/1714, Мюнхен), дъщеря на фрайхер Максимилиан фон Нойхауз и графиня Йохана Франциска фон Макслрайн-Хоенвалдек. Внук е на граф Леополд Фугер фон Кирхберг-Вайсенхорн-Веленбург (1620 – 1662) и първата му съпруга графиня Мария Йохана Фугер-Кирхберг-Вайсенхорн (1622 – 1658). През 1595 г. прапрадядо му граф Якоб III Фугер (1542 – 1598), собственик на дворец Бабенхаузен, купува дворец Веленбург за 70 000 гулден.
Фамилията „Фугер-Бабенхаузен“ живее от 1595 г. в дворец Веленбург. Фамилията Фугер-Веленбург изчезва по мъжка линия през 1764 г. със смъртта на синът му Йозеф Мария Якоб Йохан Евзебиус Адам Фугер-Кирхберг-Вайсенхорн.

## Фамилия
Максимилиан Антон Фугер-Кирхберг-Вайсенхорн се жени на 5 август 1705 г. за имперската наследствена трухсесин Мария Франциска Терезия фон Валдбург-Цайл (* 5 януари 1690; † 8 февруари 1762), дъщеря на фрайхер и граф Йохан Кристоф фон Валдбург-Цайл-Траухбург (1660 – 1720) и Мария Франциска Елизабет фон Монфор (1668 – 1726). Те имат три деца:
- Йозеф Мария Якоб Йохан Евзебиус Адам Фугер фон Кирхберг-Вайсенхорн (* 25 юли 1714; † 21 юли 1764, Велден), женен 1735 г. за графиня Мария Антония Фугер фон Кирхберг-Вайсенхорн (* 11 януари 1719, Аугсбург; † 26 септември 1780, Аугсбург), дъщеря на граф Евзтах Мария Фугер фон Кирхберг-Вайсенхорн (1665 – 1743) и Мария Ева Доротея фон Папенхайм. Бракът е бездетен.
- Антон Евзебиус Фуггер
- Терезия Магдалена Фугер

## Галерия
- Два герба на графовете Фугер (1530)
- Дворец Фугер в Кирххайм в Швабия, 17 век
- Дворец Веленбург